# Elmar Mendoza
Elmar Mendoza Cruz, nacido en Oaxaca el 12 de septiembre de 1987, es un director, productor, actor, fotógrafo y cantante mexicano de música regional mexicana.

## Biografía
Es el segundo hijo del matrimonio de Abad Cruz Torres y Elmar Mendoza Vega. A la edad de 2 años, junto con su familia, se mudó a Tamazulapan del Progreso, una pequeña población ubicada en el Estado de Oaxaca por lo que Elmar se considera oaxaqueño. 
En 2005 cuando estudiaba el último semestre de bachillerato ingresó a un taller sabatino en Casa Azul (Artes Escénicas Argos) y 6 meses más tarde, concluido su bachillerato, ingresó a estudiar la carrera de especialización y perfeccionamiento actoral en "El Set", escuela de actuación del actor Luis Felipe Tovar. 
Tiempo más tarde decidió adentrarse en la dirección y producción cinematográfica, con su primer documental "CETIS 103" que contó con la colaboración de la cantante mexicana Lila Downs, y un año más tarde realizó el cortometraje "Tamazulapan". A partir de ese trabajo fue invitado a colaborar en diferentes proyectos de cine, televisión, radio y teatro. 
Posteriormente decide tomar clases de canto y composición en algunas escuelas y academias de música como: Fermatta y la Escuela de Bellas Artes de la Ciudad de Oaxaca. 
En 2008 debutó en la música con su álbum “Canción Talmazulapan”, en 2009 lanza su segundo álbum "Mil Problemas” que forma parte de la banda sonora del cortometraje "Regresar al Pasado" de José Velasco y en 2010 realizó “Corazón Rompi2”. Este último fue producido y escrito totalmente por Elmar Mendoza. 
Su último álbum fue "Aprendiendo a Soñar" que salió a la venta a finales de 2012 siendo “Pan de burro” su tema más conocido.
Tiene un artículo sobre él en el blog “Artistas de Oaxaca”

## Trayectoria
Elmar Mendoza ha participado en diversos festivales de talla internacional como: el Festival Internacional de Órgano y Música Antigua, Festival Internacional de Mujeres Poetas en el País de las Nubes, Festival de primavera Rodolfo Morales, Festival Humanitas, Oaxaca FilmFest, Festival del Mole de Caderas y diferentes festivales realizados en México. 
Como asistente de fotografía ha compartido créditos con el fotógrafo Ariel Mendoza Baños en su libro "Muere el Sol en los Montes" (2009- 2010), proyecto apoyado por la Secretaría de Cultura del estado de Oaxaca.

## Filantropía
Es fundador del Centro cultural Casa del Sol, donde se realizan trabajos comunitarios no remunerados, lo que comúnmente se conoce como tequio (del idioma náhuatl: tequitl o tequiyo ‘trabajo o tributo’), este proyecto está vigente desde 2003 en donde se imparten talleres de pintura, literatura, música, teatro, danza, idiomas, reforestación, yoga, psicología, estilismo, manualidades, natación, deportes, atención a personas con capacidades diferentes y se realizan campamentos de verano, entre otras actividades culturales que se fomentan en este recinto. 
En Casa del Sol han colaborado personas de diversas partes del mundo como: Francia, Italia, Alemania, Japón, Corea, Canadá, Estados Unidos, Dinamarca, Islandia y Bélgica, a través este espacio se han podido rescatar y difundir valores muy propios de la localidad y se han apoyado diversos proyectos culturales.

## Discografía
- "Canción Tamazulapan" (2008)
- "Un Nuevo Amanecer" (2015)